# Московский фронт ПВО

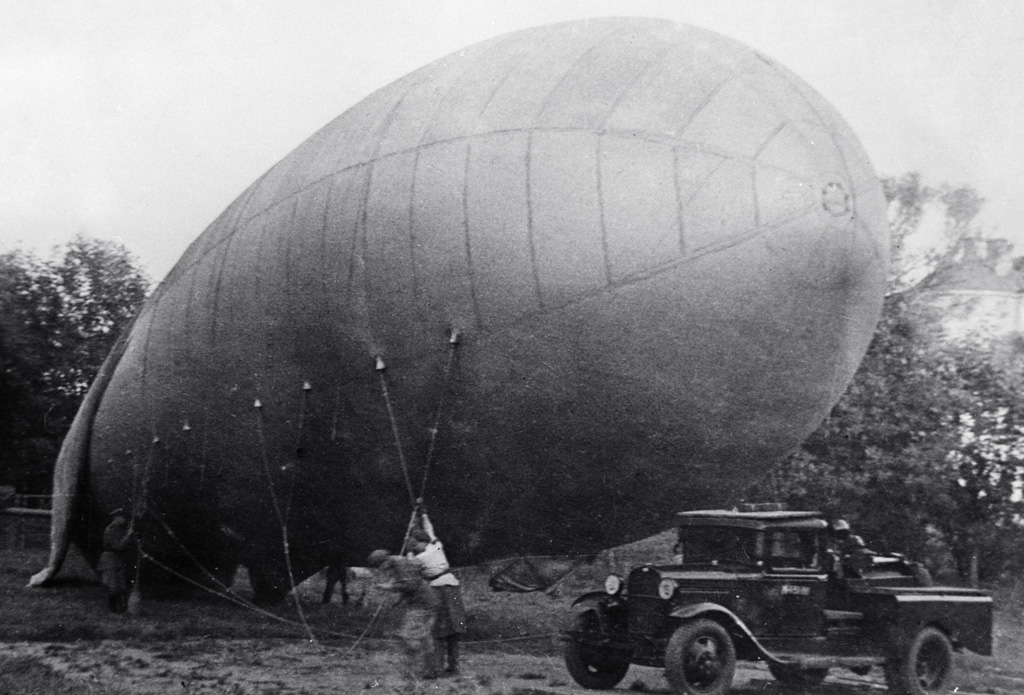
Военнослужащие устанавливают аэростат заграждения, Москва, 20 июня 1942 года, фото Владимир Грановский.

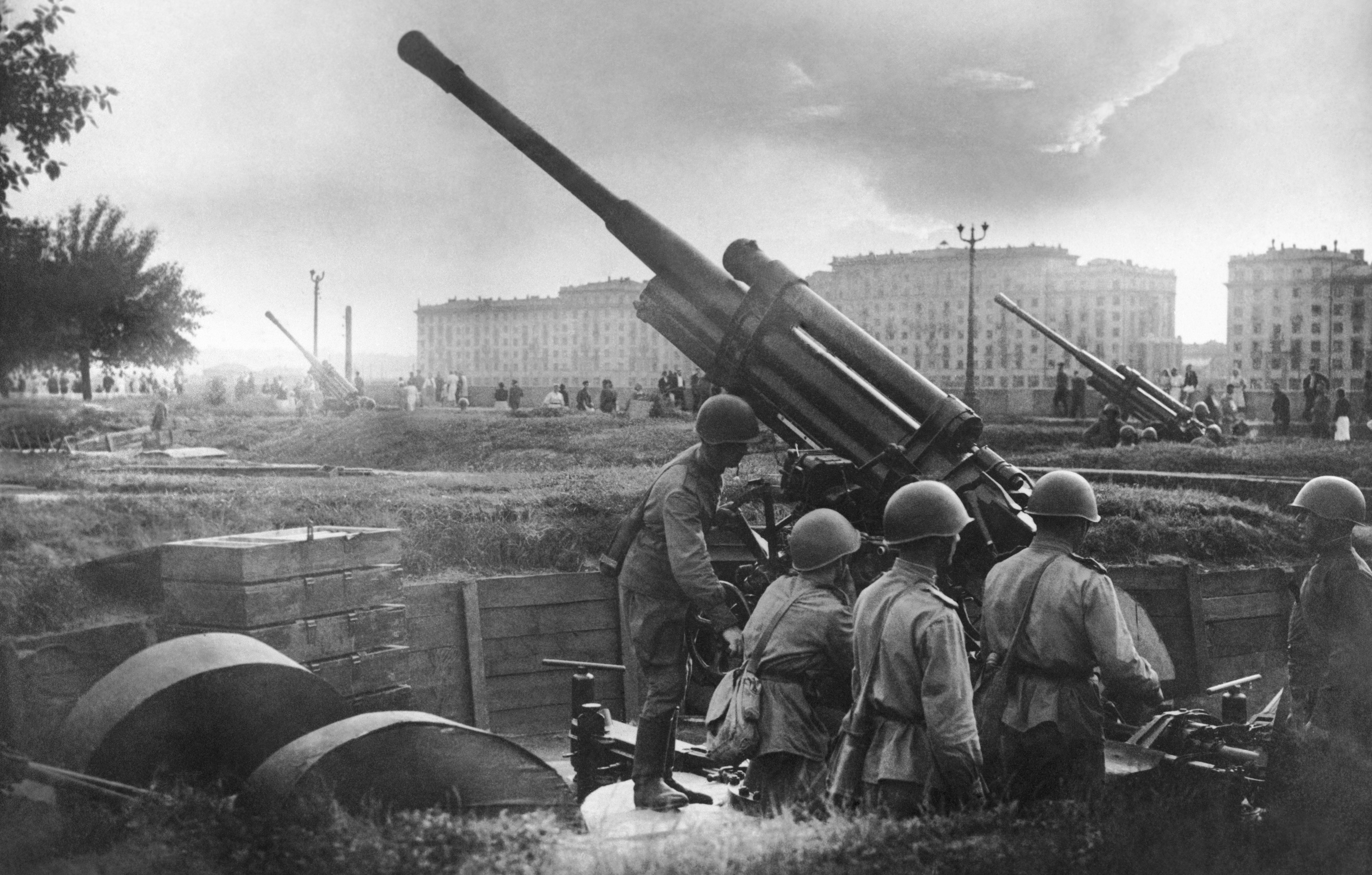
Солдаты, обороняющие Москву во время Великой Отечественной войны, готовят зенитные орудия 52-К в парке культуры имени М. Горького к отражению налёта немецких бомбардировщиков. Россия, Москва.

Московский фронт ПВО — оперативно-стратегическое объединение войск противовоздушной обороны (ПВО) РККА Вооружённых Сил Союза ССР, во время Великой Отечественной войны. 
Московский фронт противовоздушной обороны образован 5 апреля 1942 года. Управление фронта дислоцировалось в Москве. В составе действующей армии:
- с 6 апреля 1942 года по 10 июля 1943 года[3].

## История
Московский фронт ПВО создан переформированием Московского корпусного района ПВО 5 апреля 1942 года ввиду усиления группировки воздушных сил (люфтваффе) Вооружённых сил нацистской Германии западнее Москвы для решающего наступления на неё.

## Оперативные границы фронта
Граница фронта совпадала с границей Московского корпусного района ПВО и проходила по линии городов Ковров — Юрьев-Польский — Кашин — Носилово — Калинин — Старица — Ржев — Добрая — Юхнов — Таруса — Серпухов — Кашира — Зарайск — Рязань — Касимов.

## Состав фронта
В состав фронта вошли 6-й истребительный авиационный корпус ПВО (23 авиаполка), 19 отдельных зенитных полков (артиллерийских, пулемётных и прожекторных), 13 отдельных зенитных артиллерийских дивизионов и другие части. Основной задачей  Московского фронта ПВО являлась оборона Москвы и объектов Центрального промышленного района СССР. Необходимость создания Московского фронта ПВО вызывалась прежде всего значительным увеличением группировки немецко-фашистской авиации и повышением её активности на московском направлении. К весне 1942 немецко-фашистское командование дополнительно перебросило на это направление с запада и из района Средиземного моря свыше 10 эскадр и отрядов бомбардировочной авиации, сконцентрировав их на аэродромах в районах Пскова, Витебска, Смоленска, Брянска и других.
Другой причиной образования Московского фронта ПВО был рост количества частей и соединений ПВО, находившихся на прикрытии столицы и объектов Центрального промышленного района СССР (более 90 отдельных частей и соединений). Образование Московского фронта ПВО улучшило систему управления войсками, которая стала более оперативной и гибкой. Развёртывание в составе Московского фронта ПВО новых частей ещё больше повысило боевую эффективность ПВО Москвы при отражении налётов немецко-фашистской авиации. К лету 1942 года на защите Москвы и прилегающих к ней объектов имелось 1 920 зенитных орудий разного калибра. Такое количество зенитной артиллерии позволило вести массированный многослойный огонь не только в черте города, но и за его пределами. На удалении до 44 км от границ столицы каждую появлявшуюся воздушная цель могли обстреливать несколько батарей. Попытки немецкой авиации в 1942 году прорваться к Москве потерпели провал.
К июню 1942 года в состав фронта входило управление, 13 полков артиллерии среднего калибра обладавших 1 300 орудиями, имелось 18 радиолокационных станций орудийной наводки СОН-2.
В состав фронта входили:
- управление
- 6-й истребительный авиационный корпус ПВО:
  - 23 истребительных авиационных полка
  - 8 районов авиационного базирования
- 19 зенитных полков (артиллерийских, пулеметных и прожекторных)
- 13 отдельных зенитных артиллерийских дивизионов
- три зенитных пулемётных полка
- три прожекторных полка
- два полка ВНОС
- два полка аэростатов заграждения
- отдельный батальон связи
- учебные части

В боевой состав фронта входили:
- около 500 истребителей
- 1 560 зенитных орудий
- 430 зенитных пулемётов
- 1 300 прожекторов
- 1 060 аэростатов заграждения

Летом 1942 года авиаполки 6-го истребительного авиационного корпуса ПВО были перебазированы на аэродромы с целью перехвата самолётов противника на дальних подступах к Москве.

## Командный состав
- Командующий — генерал-лейтенант артиллерии Д. А. Журавлев
- Члены Военного совета:
  - бригадный комиссар, с ноября 1942 года генерал-майор Н. Ф. Гритчин
  - председатель исполкома Московского Совета депутатов трудящихся В. П. Пронин
- Начальник штаба — полковник М. Г. Гиршович

## Боевая задача фронта
Боевая задача фронта, осуществлять противовоздушную оборону Москвы и части важных объектов Центрального промышленного района от массированных ударов немецкой авиации.

## Боевые действия
Войска фронта обеспечили отражение массовых налётов на Москву и другие важнейшие объекты Центрального промышленного района немецкой авиации, проводившиеся немецкой авиацией летом 1942 года. Воздушным силам (люфтваффе) Третьего рейха был нанесён существенный урон — по советским данным, за 1942 год части Московского фронта ПВО сбили 258 самолётов противника. Одновременно части Московского фронта ПВО прикрывали коммуникации, базы снабжения и группировки войск Северо-Западного, Калининского, Западного и Брянского фронтов. С июля 1942 немецко-фашистское командование отказалось от массированных налётов на Москву. 
В ряде случаев по решению Ставки Верховного Главнокомандования из состава Московского фронта ПВО выделялись значит, силы и средства для усиления прикрытия объектов прифронтовой зоны, подвергавшихся ударам противника с воздуха. Так, в августе 1942 года из его состава были переброшены в район Сталинграда несколько истребительных авиационных полков и ряд частей зенитной артиллерии. Значительные силы фронта весной 1943 года привлекались для противовоздушной обороны группировок войск и тыловых объектов Центрального и Воронежского фронтов в районе Курска.

## Переформирование фронта
В связи с организационными изменениями в Войсках ПВО страны постановлением ГКО, от 29 июня 1943 года, Московский фронт ПВО преобразован в Особую Московскую армию ПВО, которая вошла в состав вновь созданного Западного фронта ПВО.